# 14976 Josefčapek
14976 Josefčapek eller 1997 SD4 är en asteroid i huvudbältet som upptäcktes den 27 september 1997 av den tjeckiske astronomen Petr Pravec vid Ondřejov-observatoriet. Den är uppkallad efter konstnären Josef Čapek.
Asteroiden har en diameter på ungefär 7 kilometer och den tillhör asteroidgruppen Hygiea.